# Medusaceratops
Medusaceratops is een geslacht van plantenetende ornithischische dinosauriërs, behorend tot de groep van de Ceratopia, dat tijdens het late Krijt leefde in het gebied van het huidige Noord-Amerika.

## Naamgeving en vondst
De typesoort Medusaceratops lokii is in 2010 beschreven door Michael Ryan, Anthony Russell en Scott Hartman. De geslachtsnaam verbindt Medusa, een verwijzing naar de slangachtige uitsteeksels op het nekschild die lijken op de haren van deze gorgo, met een gelatiniseerd Grieks ceratops, "hoorngezicht", een gebruikelijk element in de namen van de Ceratopia. De soortaanduiding verwijst naar Loki, de Noorse god van het bedrog, omdat Ryan de resten van Medusaceratops eerst aanzag voor die van Albertaceratops.

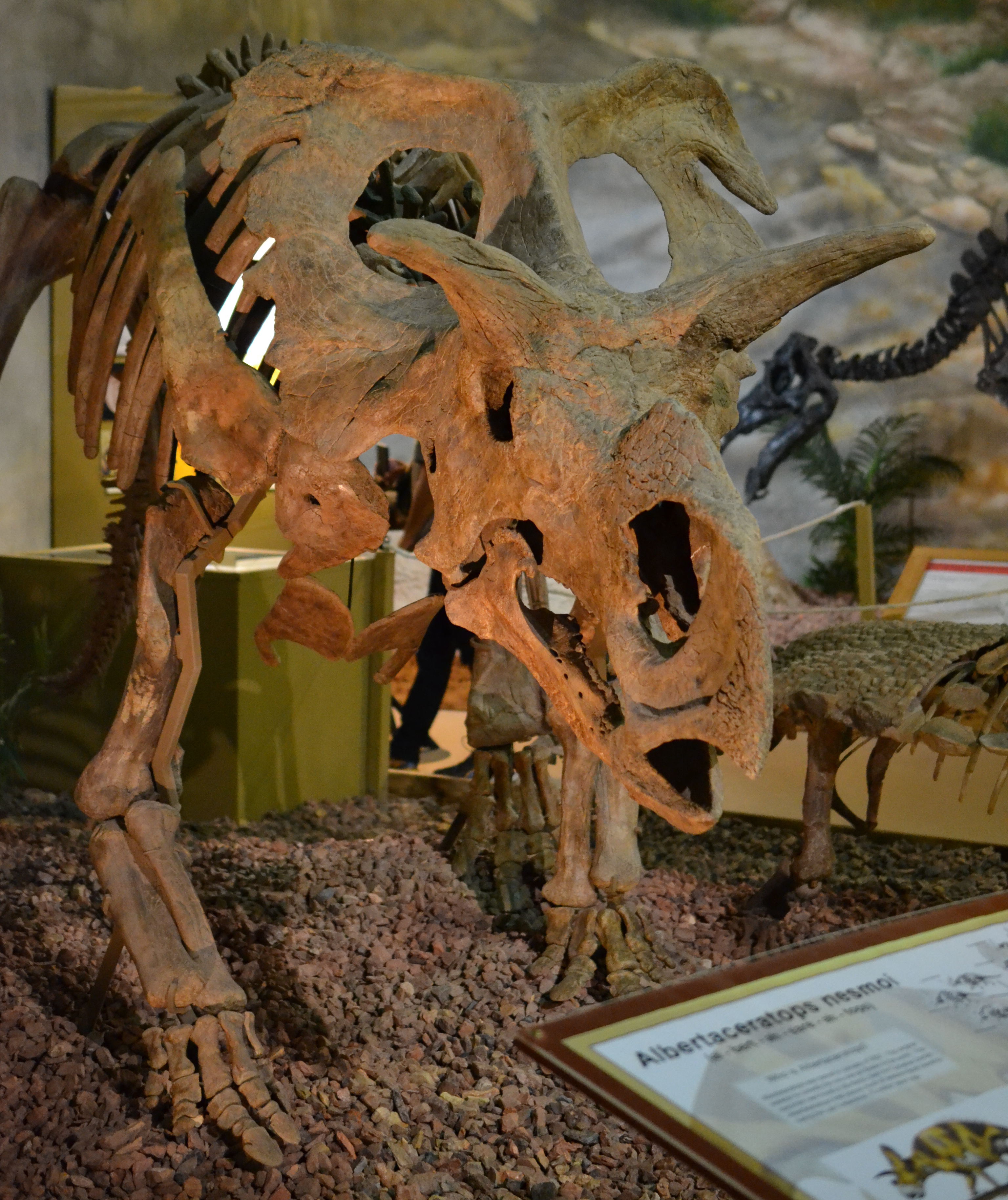
Een reconstructie van Medusaceratops

De fossielen werden vanaf 1992 bij de Milk River waar deze door de vallei Kennedy Coulee stroomt, aangetroffen in een beenderlaag, het Mansfield Bonebed, in Hill County, Montana. Eerst werden de vondsten aangezien voor resten van Styracosaurus en ze werden als zodanig in 1993 gerapporteerd in een wetenschappelijk artikel. Het terrein werd later aangekocht door een commerciële fossielenhandel, Canada Fossil, Inc dat van 1994 af de opgravingen voortzette. Het bedrijf consulteerde Ryan over de precieze aard van de vondsten. Ook hij verwarde de vondst met een andere vorm, en wel een die hij opgegraven had op het Pinhorn Grazing Reserve. Hij zou die nieuwe soort in 2007 als Albertaceratops benoemen en er het materiaal van het Mansfield Bonebed aan toewijzen maar had toen al grote twijfel of dit niet een aparte soort vertegenwoordigde. In 2003 had hij die al benoemd als Medusaceratops maar in een niet-gepubliceerde dissertatie zodat het een nomen nudum bleef. Na 2007 veranderde hij opnieuw van mening en besloot alsnog officieel een tweede taxon te benoemen. Pas de beschrijving uit 2010 maakt de naam geldig. De aardlagen, deel van de Judith River-formatie, stammen uit het vroege Campanien. Ze werden eerst gedateerd als 77,5 miljoen jaar oud maar later als tussen de 79 en 78,7 miljoen jaar. Het holotype, WDC-DJR-001, bestaat uit een stuk wandbeen. Als paratype is aangewezen WDC-DJR-002, een ander stuk wandbeen.
Medusaceratops is vooral bekend van schedelfragmenten. Ryan wees alle vermeende chasmosaurine fragmenten uit de vindplaats toe aan Medusaceratops maar stelde dat er ook resten van centrosaurinen te vinden waren. Het Fukui Dinosaur Museum in Japan zou volgens hem een chimaera verkocht zijn: een skelet met een schedel waarvan de bovenste rand van het nekschild van Medusaceratops was en de hoeken van de schedelkraag van een nog niet geïdentificeerde centrosaurine. Sommige schedels zijn vrij compleet, zoals WDCB-MC-001, maar kunnen doordat het nekschild beschadigd is, niet betrouwbaar aan enige soort worden toegewezen.
In 2011 en 2012 vond David Trexler van het Two Medicine Dinosaur Center meer materiaal in het Mansfield Bonebed. Op grond hiervan kwam Kentara Chiba in 2017 tot weer een volgende fundamentele herwaardering van de vondsten. Alle beenderen op de vindplaats zouden tot één soort behoren. Dit was geen chasmosaurine maar een centrosaurine. De soort was Medusaceratops lokii die te onderscheiden zou zijn van Albertaceratops. Het skelet in Fukui, specimen FPDM-V-10 met authentiek schedelmateriaal en postcrania, was dus toch geen chimaera hoewel de reconstructie van het nekschild ten dele incorrect was aangezien de soort ten onrechte als chasmosaurine was aangemerkt. WDCB-MC-001 bleek gevonden te zijn in een andere locatie, de Kennedy Coulee, en werd uit het hypodigma verwijderd, mede vanwege afwijkend korte wenkbrauwhoorns.
In 2017 werden verschillende fossielen wel aan de soort toegewezen. Deze omvatten onder andere de wandbeenderen ROM 73832, ROM 73837, WDC-DJR-001, WDC-DJR-002, TMP 2002.069.0005 en ROM 73836; de squamosa ROM 73833, TMP 2002.069.0002, TMP 2002.069.0003 en WDC-DJR-017; en de postorbitalia TMP 2002.069.0010, ROM 73834 en ROM 73831. Het gaat om dieren van verschillende leeftijden die een groeireeks vormen lopend van juveniele exemplaren tot volwassen individuen. Botonderzoek bij een gevonden groot scheenbeen toonde aan dat de groei bij dit exemplaar was beëindigd.

## Beschrijving

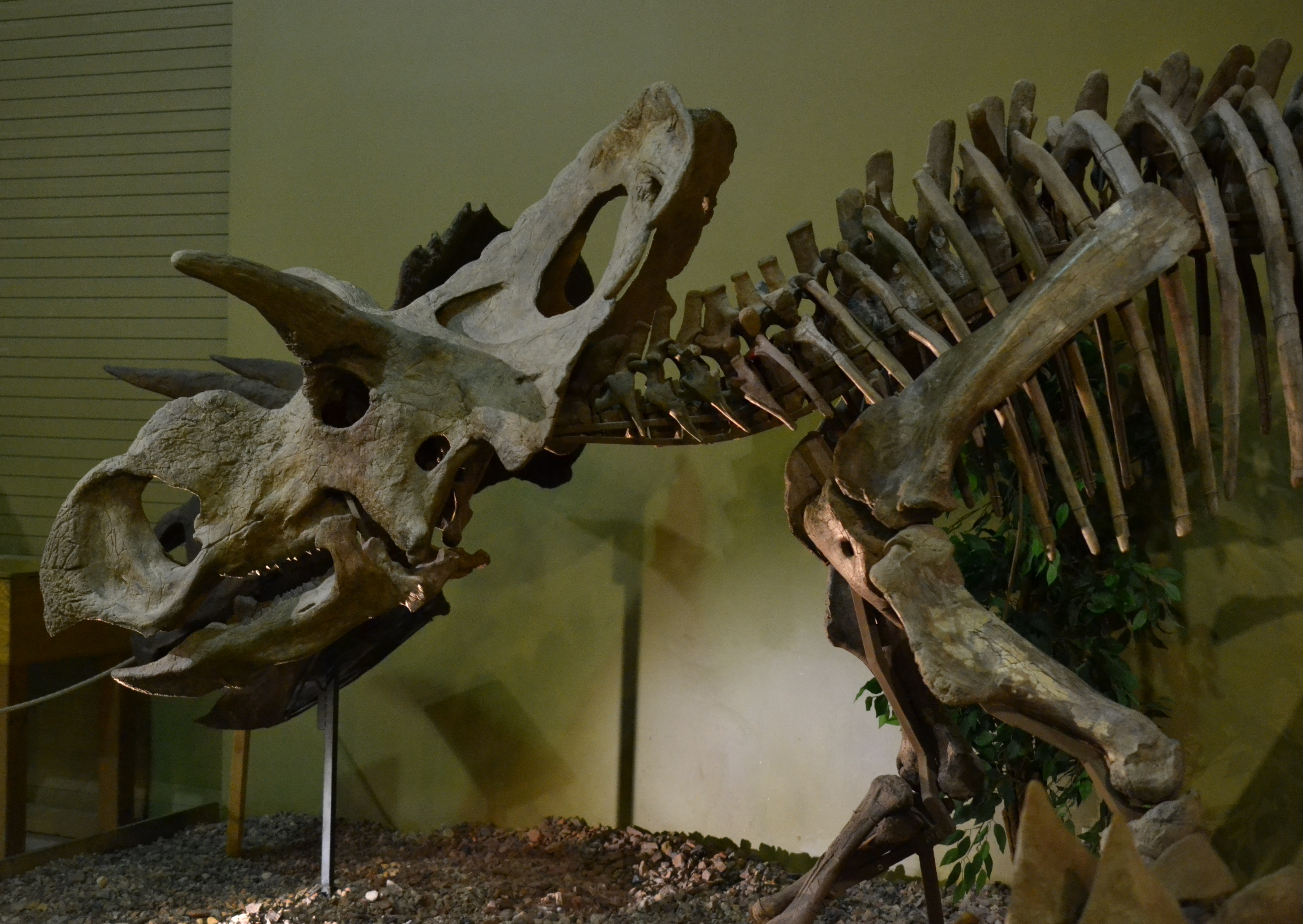
De reconstructie van de linkerzijde bezien

Medusaceratops heeft een geschatte lengte van ongeveer zes meter en een gewicht van twee ton, wat hem tot een van de grotere ceratopiërs maakt.
De achterrand van het nekschild is versierd met huidverbeningen, epoccipitalia, waarvan de middelste boven op het schild uitzonderlijk lang en plat zijn en naar buiten krommen.
Ryan wist in 2010 de volgende onderscheidende kenmerken vast te stellen. Het wandbeen, os parietale, draagt op de achterrand slechts drie epiparietalia, de epoccipitalia van het wandbeen. Deze hebben een brede basis, zijn pachyostotisch, dat wil zeggen: hun bot is opvallend verdikt, en in het midden wat toegeknepen. Het bovenste of eerste, "P1" is verreweg de grootste; "P2" is veel kleiner; "P3" is het kleinst en raakt bijna het squamosum, het been dat de zijwand van het nekschild vormt. P1 en P2 krommen zeer sterk; P3 heeft echter min of meer de vorm van een normaal epoccipitale. Ryan verklaarde de verwarring met Albertaceratops door het sterk gelijken van P1 bij Medusaceratops op P3 bij de andere soort. P1 zou ongeveer de helft van de breedte van P2 overhangen.
In 2017 werd deze diagnose ingrijpend herzien. De P1 bleek de P2 te zijn. Aan de binnenkant hiervan ligt de echte P1 in de vorm van een lage osteoderm die soms iets naar voren gebogen is. Verder bleek er onder de grote P2 zich een rij van drie, niet twee, epiparietalia te bevinden: er is dus ook een P5 in de vorm van een klein driehoekig uitsteeksel
De verdere eigenschappen van Medusaceratops waren volgens Ryan in 2010 niet met zekerheid vast te stellen. Als al het materiaal inderdaad aan Medusaceratops toebehoort, zouden de wenkbrauwhoorns erg robuust zijn, ongeveer drie voet lang. De pariëtaalvensters zijn vermoedelijk vrij groot.
In 2017 werd aangegeven dat de neushoorn erg klein en laag is. Een P0 ontbreekt in ieder geval. De P1 is ongebruikelijk in dat er zich een rotatie rond de lengteas voordat waardoor de buitenrand op de achterzijde van het schild valt en de binnenrand op de voorzijde. De P3 is wat scherper dan de P4 en P5. Deze onderste epiparietalia zijn ook weer wat om hun as gedraaid, wat in dit geval typisch is voor centrosaurinen. De squamosa zijn duidelijk centrosaurine, met een richel langs de buitenrand. Ze dragen minstens drie episquamosalia. De wenkbrauwhoorns beginnen als lage kegels bij jonge dieren en worden langer bij oudere exemplaren waarbij ze meer naar buiten en voren krommen. De langste gevonden wenkbrauwhoorns hebben volgens de studie uit 2017 een lengte van ongeveer veertig centimeter.

## Fylogenie
Ryan wees Medusaceratops binnen de Ceratopidae toe aan de Chasmosaurinae, voornamelijk omdat — anders dan bij het samengestelde skelet in Fukui — de vier kleinere epiparietalia (P4 tot en met P7) ontbreken die de Centrosaurinae kenmerken. Het zou daarmee de oudste chasmosaurine geweest zijn die uit Noord-Amerika bekend is, een miljoen jaar ouder dan Chasmosaurus russelli. Omdat hij op een noordelijke vindplaats is aangetroffen, ondersteunt dit de hypothese dat de chasmosaurinen in het noorden geëvolueerd zijn en pas later naar het zuiden trokken.
In 2017 echter, werd Medusaceratops in de Centrosaurinae geplaatst, in een basale positie buiten de Eucentrosaura.
Het volgende kladogram toont de evolutionaire stamboom volgens de studie uit 2017.
|  | Diabloceratops eatoni    |
|  |                          |
|  | Machairoceratops cronusi |
|  |                          |

|  | Avaceratops lammersi (ANSP 15800) |
|  |                                   |
|  | MOR 692                           |
|  |                                   |
|  | CMN 8804                          |
|  |                                   |
|  | Nasutoceratops titusi             |
|  |                                   |
|  | Malta taxon                       |
|  |                                   |

|  | Sinoceratops zhuchengensis |
|  |                            |
|  | Wendiceratops pinhornensis |
|  |                            |

|  | Centrosaurini     |
|  |                   |
|  | Pachyrhinosaurini |
|  |                   |

|  | Sinoceratops zhuchengensis |
|  |                            |
|  | Wendiceratops pinhornensis |
|  |                            |

|  | Centrosaurini     |
|  |                   |
|  | Pachyrhinosaurini |
|  |                   |

|  | Sinoceratops zhuchengensis |
|  |                            |
|  | Wendiceratops pinhornensis |
|  |                            |

|  | Centrosaurini     |
|  |                   |
|  | Pachyrhinosaurini |
|  |                   |

|  | Sinoceratops zhuchengensis |
|  |                            |
|  | Wendiceratops pinhornensis |
|  |                            |

|  | Centrosaurini     |
|  |                   |
|  | Pachyrhinosaurini |
|  |                   |

|  | Avaceratops lammersi (ANSP 15800) |
|  |                                   |
|  | MOR 692                           |
|  |                                   |
|  | CMN 8804                          |
|  |                                   |
|  | Nasutoceratops titusi             |
|  |                                   |
|  | Malta taxon                       |
|  |                                   |

|  | Sinoceratops zhuchengensis |
|  |                            |
|  | Wendiceratops pinhornensis |
|  |                            |

|  | Centrosaurini     |
|  |                   |
|  | Pachyrhinosaurini |
|  |                   |

|  | Sinoceratops zhuchengensis |
|  |                            |
|  | Wendiceratops pinhornensis |
|  |                            |

|  | Centrosaurini     |
|  |                   |
|  | Pachyrhinosaurini |
|  |                   |

|  | Sinoceratops zhuchengensis |
|  |                            |
|  | Wendiceratops pinhornensis |
|  |                            |

|  | Centrosaurini     |
|  |                   |
|  | Pachyrhinosaurini |
|  |                   |

|  | Sinoceratops zhuchengensis |
|  |                            |
|  | Wendiceratops pinhornensis |
|  |                            |

|  | Centrosaurini     |
|  |                   |
|  | Pachyrhinosaurini |
|  |                   |

|  | Diabloceratops eatoni    |
|  |                          |
|  | Machairoceratops cronusi |
|  |                          |

|  | Avaceratops lammersi (ANSP 15800) |
|  |                                   |
|  | MOR 692                           |
|  |                                   |
|  | CMN 8804                          |
|  |                                   |
|  | Nasutoceratops titusi             |
|  |                                   |
|  | Malta taxon                       |
|  |                                   |

|  | Sinoceratops zhuchengensis |
|  |                            |
|  | Wendiceratops pinhornensis |
|  |                            |

|  | Centrosaurini     |
|  |                   |
|  | Pachyrhinosaurini |
|  |                   |

|  | Sinoceratops zhuchengensis |
|  |                            |
|  | Wendiceratops pinhornensis |
|  |                            |

|  | Centrosaurini     |
|  |                   |
|  | Pachyrhinosaurini |
|  |                   |

|  | Sinoceratops zhuchengensis |
|  |                            |
|  | Wendiceratops pinhornensis |
|  |                            |

|  | Centrosaurini     |
|  |                   |
|  | Pachyrhinosaurini |
|  |                   |

|  | Sinoceratops zhuchengensis |
|  |                            |
|  | Wendiceratops pinhornensis |
|  |                            |

|  | Centrosaurini     |
|  |                   |
|  | Pachyrhinosaurini |
|  |                   |

|  | Avaceratops lammersi (ANSP 15800) |
|  |                                   |
|  | MOR 692                           |
|  |                                   |
|  | CMN 8804                          |
|  |                                   |
|  | Nasutoceratops titusi             |
|  |                                   |
|  | Malta taxon                       |
|  |                                   |

|  | Sinoceratops zhuchengensis |
|  |                            |
|  | Wendiceratops pinhornensis |
|  |                            |

|  | Centrosaurini     |
|  |                   |
|  | Pachyrhinosaurini |
|  |                   |

|  | Sinoceratops zhuchengensis |
|  |                            |
|  | Wendiceratops pinhornensis |
|  |                            |

|  | Centrosaurini     |
|  |                   |
|  | Pachyrhinosaurini |
|  |                   |

|  | Sinoceratops zhuchengensis |
|  |                            |
|  | Wendiceratops pinhornensis |
|  |                            |

|  | Centrosaurini     |
|  |                   |
|  | Pachyrhinosaurini |
|  |                   |

|  | Sinoceratops zhuchengensis |
|  |                            |
|  | Wendiceratops pinhornensis |
|  |                            |

|  | Centrosaurini     |
|  |                   |
|  | Pachyrhinosaurini |
|  |                   |